# Отворено првенство Ченаја у тенису 1997.
Отворено првенство Ченаја у тенису 1997 (познат и под називом Golden Flake Open 1997) је био тениски турнир који је припадао АТП Светској серији у сезони 1997. Турнир се играо на тврдој подлози. То је било 2. издање турнира који се одржао у Ченају у Индији на СДАТ тениском стадиону од 7. априла 1997. — 13. априла 1997.

## Носиоци
| Држава | Играч             | Позиција1 | Носилац |
| ------ | ----------------- | --------- | ------- |
| ХОЛ    | Рихард Крајичек   | 6         | 1       |
| ШВЕ    | Томас Енквист     | 7         | 2       |
| САД    | Маливај Вошингтон | 26        | 3       |
| САД    | Џонатан Старк     | 57        | 4       |
| НЕМ    | Алекс Радулеску   | 58        | 5       |
| ШВЕ    | Микаел Тилстрем   | 61        | 6       |
| ШВЕ    | Магнус Норман     | 82        | 7       |
| ФРА    | Лионел Ру         | 87        | 8       |

- 1 Позиције од 31. марта 1997.[1]

### Други учесници
Следећи играчи су добили специјалну позивницу за учешће у појединачној конкуренцији:
- Сушел Нарла
- Пет Кеш
- Махеш Бупати

Следећи играчи су ушли на турнир кроз квалификације:
- Жером Голмар
- Оливије Делетр
- Јост Виник
- Рајнер Шитлер

### Одустајања
- Ларс Јонсон (прво коло)
- Томас Енквист (прво коло)

## Носиоци у конкуренцији парова
| Држава | Играч        | Држава | Играч         | Носиоци |
| ------ | ------------ | ------ | ------------- | ------- |
| САД    | Рик Лич      | САД    | Џонатан Старк | 1       |
| САД    | Кент Кинир   | БЛР    | Макс Мирни    | 2       |
| ИНД    | Махеш Бупати | ИНД    | Леандер Паес  | 3       |
| АУС    | Пет Кеш      | ХОЛ    | Сандер Грун   | 4       |

### Други учесници
Следећи играчи су добили специјалну позивницу за учешће у конкуренцији парова:
- Томас Енквист/  Микаел Тилстрем
- Сушил Нарла /  Гаурав Натекар
- Нитен Киртејн /  Сандип Киртејн

## Шампиони

### Појединачно
Микаел Тилстрем је победио  Алекса Радулескуа са 6:4, 4:6, 7:5.
- Тилстрему је то једина освојена титула у каријери у појединачној конкуренцији.[2]

### Парови
Леандер Паес /  Махеш Бупати су победили  Олега Огородова /  Ејала Рана са 7:6 (7:4), 7:5.
- Паесу је то била прва титула у сезони и прва у каријери.
- Бупатију је то била прва титула у сезони и прва у каријери.